# Islotes María
Los islotes María, o también islas Hull, forman un atolón deshabitado de las islas Australes, Está situado a 205 km al noroeste de Rimatara y a 325 km al este de Mangaia, una de las islas Cook.
Es un atolón pequeño formado por cuatro islotes con una poco profunda laguna triangular. Dos islotes dependen de la comuna de Rimatara y los otros dos de Rurutu. Es la formación geológica más antigua de las islas Australes. La superficie total es de 1,3 km². Los islotes tienen una vegetación densa, en gran parte endémica.
Fue descubierto por el inglés Hiram Paulding en 1827. Durante un tiempo fue utilizado como colonia penal.

## Islotes
Los cuatro islotes son:
- Île du Sud (isla del Sur)
- Île Centrale (isla Central)
- Île de l' Ouest (isla del Oeste)
- Île du Nordêt (isla del Nordeste)